# Krvenkovité
Krvenkovité (Haemodoraceae) je čeleď jednoděložných rostlin z řádu křížatkotvaré (Commelinales).

## Popis
Jsou to vytrvalé byliny s bazálními růžicemi listů a oddenky, hlízami či cibulemi. V oddencích a kořenech je častý červený pigment. Listy jsou jednoduché, střídavé, dvouřadě uspořádané. Listy jsou jednoduché, střídavé, dvouřadě uspořádané, přisedlé, s listovými pochvami. Čepel isobilaterální (jezdivá), čárkovitá až mečovitá, kožovitá, se souběžnou žilnatinou. Jsou to jednodomé rostliny s oboupohlavnými květy. Květy jsou uspořádány v květenstvích, řidčeji jednotlivé, většinou v latách, kytkách, hroznech nebo větvených šroubelech. Květenství i květy jsou často vlnatě chlupaté. Květy jsou pravidelné nebo velmi nepravidelné, zygomorfické. Okvětí se skládá ze 6 okvětních lístků , které jsou volné nebo srostlé, různých barev. Tyčinky jsou 3 nebo 6, srostlé s okvětím, vzájemně volné. Gyneceum je srostlé ze 3 plodolistů, je synkarpní, semeník je spodní, řidčeji svrchní. Plodem je tobolka, řidčeji oříšek.

## Rozšíření ve světě
Je známo asi 14 rodů a asi 116 druhů, které jsou rozšířeny od tropů po teplejší mírný pás Severní, Střední a Jižní Ameriky, v jižní Africe, v Austrálii s okrajovým přesahem do jihovýchodní Asie.

## Zástupci
- blankoa (Blancoa)
- dlahokvět (Lachnanthes)
- klokanka (Anigozanthos)
- krvenka (Haemodorum)
- makropidie (Macropidia)
- wachendorfie (Wachendorfia)[3]

## Přehled rodů
Anigozanthos,
Barberetta,
Blancoa,
Conostylis,
Dilatris,
Haemodorum,
Lachnanthes,
Macropidia,
Phlebocarya,
Pyrrorhiza,
Schiekia,
Tribonanthes,
Wachendorfia,
Xiphidium